# Shh
Shh – singel cypryjskiego piosenkarza Theo Evana wydany 11 marca 2025 roku, nakładem wytwórni K2ID Productions. Kompozycja reprezentowała Cypr w 69. Konkursie Piosenki Eurowizji (2025).

## Konkurs Piosenki Eurowizji
7 sierpnia 2024 cypryjski nadawca Cyprus Broadcasting Corporation (CyBC) potwierdził udział w konkursie. 2 września tego samego roku ogłoszono, że wewnętrznie na reprezentanta wybrano Theo Evana. 11 marca 2025 utwór wraz z teledyskiem miał swoją premierę na kanale Eurovision Song Contest na platformie YouTube. 13 maja utwór został zaprezentowany jako piętnasty w kolejności jednak nie zakwalifikował się do finału.